# Orphnus macleayi
Orphnus macleayi är en skalbaggsart som beskrevs av François Louis Nompar de Caumont de Laporte 1832. Orphnus macleayi ingår i släktet Orphnus och familjen Orphnidae.

## Underarter
Arten delas in i följande underarter:
- O. m. zambezianus
- O. m. emeritus